# Rat mondoungue
Oligoryzomys sp.
Espèce
Statut de conservation UICN

 EX  : Éteint
Le rat-mondoungue (Oligoryzomys sp.) est un rongeur endémique de la Guadeloupe, probablement disparu et qui n'a jamais été décrit.
Le rat-mondoungue était présent sur les îles de Grande-Terre, Marie-Galante et les Îles de la Petite-Terre connus par des restes sub-fossiles. Cette (ou ces) espèce non-décrite est apparemment proche d’Oligoryzomys victus, un rongeur considéré comme endémique de Saint-Vincent, probablement éteint aujourd'hui.
Le Rat-mondoungue, cité par le Révérend Père Pinchon (1967), parfois mentionné sous le nom "Oryzomis mégalomis" (sic) et réputé endémique de la Guadeloupe. Si le Rat-mondoungue est donné comme peut-être encore présent en Basse-Terre
par divers auteurs (Pinchon, 1967 ; Lescure, 1979), il est considéré comme
éteint par Pregill et al. (1994).